# Стратоніка Лівійська
Стратоніка Лівійська (дав.-гр. Στρατoνίκη; народилася 301—298 роки до н. е.) — дружина епістата Лівії Архагата, сина басилевса Сиракуз Агафокла. Відома лише з одного напису. Деякі історики ототожнюють її з однойменною коханкою басилевса Птолемея II. Також існує гіпотеза, що вона дочка басилевса Деметрія I Поліоркета і авторка посвяти на честь басиліси Арсіної.

## Напис з Александрії
Єдине відоме джерело, яке вказує на існування Стратоніки, це посвята на білій мармуровій плиті, знайденій в Александрії. Вперше про неї згадав у своїй праці антикознавець Алан Роу, а опублікована вона була Пітером Фрейзером у 1956 році. Текст напису:

Басилевс Птолемей, син Птолемея і Береніки, врятований Архагат син Агафокла епістат Лівії і його дружина Стратоніка теменосу Серапіса та Ісіди.
Оригінальний текст (д.-гр.)
Ὑπὲρ βασιλέως Πτολεμαίου

    τοῦ Πτολεμαίου καὶ Βερενίκης

    Σωτήρων Ἀρχάγαθος Άγαθο

    κλέους ὁ ἐπιστάτης τῆς Λιβύ

    ης καὶ ἡ γυνὴ νν Στρατονίκη

    Σαράπιδι Ἴσιδι τὸ τέμενος.

Надпис з Александрії

Пітер Фрейзер датував напис першими роками правління Птолемея II. Він пояснював це відсутністю у тексті згадки про басилісу Арсіною та тим, що Птолемей I та Береніка I не названі богами. Таким чином плита була встановлена до їх обожнення у 280/79 роках. Сам Фрейзер не приділив багато уваги тому, що ім'я дружини зазначене на посвяті. Пізніше науковець Луїджі Моретті зробив зауваження, що це насправді дуже дивно і Стратоніка мала бути особою дуже високого рангу. У відповідь Фрейзер навів кілька прикладів, коли у посвятах вказували не тільки ім'я дружини, але і дітей. Однак науковець Роджер Багналл зазначив, що всі приклади Фрейзера належать до пізнішого періоду і лише один з них старіший 150 року до н. е. і датується правлінням Птолемея III.

## Дочка Деметрія Поліоркета
Луїджі Моретті запропонував сміливу теорію, що дружина Архагата могла бути невідомою до цього дочкою басилевса Деметрія I Поліоркета. У якості доказу дослідник наводив надпис з римської копії елліністичної статуї басиліси Арсіної невідомого походження. Текст напису:

Статуя басиліси Арсіної, дочки басилевса Птолемея та басиліси Береніки посвячена Стратонікою, дочкою басилевса Деметрія.
Оригінальний текст (д.-гр.)
βασίλισσαν Ἀρσινόην βασιλέως

	Πτολεμαίου καὶ βασιλίσσης Βερενίκης

	Στρατονίκη βασιλέως Δημητρίου.

Моретті ідентифікував басилісу Арсіною як Арсіною II, дочку Птолемея I й Береніки I. На думку Грейс Макурді, Стратоніка з напису, це Стратоніка Сирійська, дочка Деметрія Поліоркета та дружина Селевка I Нікатора й Антіоха I Сотера. А сама статуя була дарунком на весілля Арсіної з Лісімахом. Однак Моретті зазначав, що дуже незвично для неодруженої на той час дівчини робити такий дарунок. Тому він запропонував гіпотезу, що це дарунок від іншої дочки Деметрія, невідомої з інших джерел. На думку Моретті, Стратоніка потрапила до Єгипту, коли військо Птолемея I захопило Саламін і взяло в полон матір Деметрія I та його дітей. Однак Роджер Багналл вказував, що згідно з Плутархом Лагід повернув Деметрію I його родичів зі щедрими дарами. На думку Багналла, Стратоніка могла потрапити у Єгипет, коли Деметрій I відправив свого сина Александра та епірського принца Пірра до Єгипту у якості заручників. Ураховуючи, що Александр був сином епірської принцеси Деідамії, Стратоніка також могла бути її дочкою. Згідно з підрахунками Багналла, діти Деідамії народилися у проміжку 301—298 років до н. е. Таким чином, Стратоніка була приблизно одного віку з Аргахатом.
Сам публікатор, Пітер Фрейзер, скептично ставився до гіпотези Моретті. Схоже про неї висловлювався дослідник Кріс Беннетт, вважаючи гіпотезу дуже хиткою. Натомість він запропонував версію, що в написі йдеться про Арсіною III та іншу гіпотетичну Стратоніку, дочку македонського басилевса Деметрія II та Стратоніки Македонської. Сама статуя була подарунком з нагоди воцаріння Птолемея IV в 222 році до н. е. На думку Беннетта, хоча про цю Стратоніку не згадується в джерелах, вона цілком могла існувати. Відомо, що у її батька було багато дітей, а ім'я вона могла отримати на честь матері. Також дослідник зазначав, що німецький науковець Вернер Гусс вважав цей надпис фальшивкою.

## Коханка Птолемея II
Роджер Багнал ототожнив дружину Архагата з однойменною коханкою басилевса Птолемея II. Про неї згадує Афіней у «Бенкетуючих софістах», з посиланням на «Записки» Птолемея VIII, приводячи список коханок Птолемея II. Згідно з Афінеєм, мавзолей Стратоніки знаходився на морському узбережжі поблизу Елевсину, передмістя Александрії. Даніель Огден вважав гіпотезу Багнала непереконливою, оскільки вона грунтується лише на тому, що ці жінки мали однакове ім'я. Кріс Беннетт, хоча і був згоден з аргументами Огдена, не відкидав повністю цю гіпотезу. На його думку, саме через статус Стратоніки як коханки володаря її ім'я і було на мармуровій плиті поряд з чоловіком.
Те, що коханки у списку наведені не за алфавітом, наштовхнуло дослідника Алана Кемерона на думку, що вони розташовані хронологічно. Даніель Огден був не згоден з гіпотезою Кемерона. Він вважав, що коханки можуть знаходитися у списку безсистемно, а якщо вони і розташовані за якимось критерієм, то за красою. Бо першою у списку була відома своєю красою Дідіма.

### Коментар
1. ↑  Дідіма, Білістіха, Агафоклея, Стратоніка, Міртія.